# Jimmy Durmaz
Jimmy Durmaz (ur. 22 marca 1989 w Örebro) – szwedzki piłkarz pochodzenia turecko-libańskiego występujący na pozycji pomocnika w tureckim klubie Fatih Karagümrük SK.

## Kariera klubowa
Durmaz zawodową karierę rozpoczynał w 2007 roku w szwedzkim klubie BK Forward z Division 1 Norra. W 2008 roku trafił do Malmö FF z Allsvenskan. W tych rozgrywkach zadebiutował 14 lipca 2008 roku w przegranym 2:4 pojedynku z Hammarby IF. 3 listopada 2008 roku w wygranym 6:3 spotkaniu z Hammarby IF strzelił pierwszego gola w Allsvenskan. W 2010 roku zdobył z klubem mistrzostwo Szwecji. W 2013 roku przeszedł do Gençlerbirliği SK. Z kolei w 2014 został zawodnikiem Olympiakosu.
W 2016 roku odszedł do francuskiego Toulouse FC.

## Kariera reprezentacyjna
Durmaz jest byłym reprezentantem Szwecji U-21. W pierwszej reprezentacji Szwecji zadebiutował 8 lutego 2011 roku w wygranym 2:0 towarzyskim meczu z Cyprem.